# Café Bella Nápoles
Café Bella Nápoles fue una emblemática cafetería ubicada en el Centro Histórico de San Salvador, que operó desde el 17 de junio de 1961 hasta su cierre definitivo el 20 de enero de 2018. Durante sus 56 años de historia, se consolidó como un punto de encuentro cultural clave para poetas, escritores, intelectuales, periodistas y trabajadores de la zona.

## Historia
Fundado el 17 de junio de 1961 por Ramón y Marta de Matamoros, su nombre hace referencia a Nápoles (Italia), lugar de origen de la familia fundadora. Tras su fallecimiento, su hija, Concepción Matamoros de Gutiérrez, heredó el lugar.
Estuvo ubicado en la Cuarta Avenida Sur, número 113, en una zona cercana al Portal La Dalia, lo que le permitió convertirse en un hito del centro de San Salvador, una zona marcada por la violencia durante décadas. En 1980, el poeta Jaime Suárez y el periodista César Navarro, fueron secuestrados en su interior, para luego aparecer salvajemente asesinados. Conservó desde sus inicios una estética clásica, con colores crema y café, muebles retro, vajilla antigua, y un mobiliario que recreaba un ambiente de mediados del siglo XX.  Su carta ofrecía café, pan dulce de elaboración propia como “mapa, sorbete, pañuelo, tortas, semita, peperechas” y turrones.

## Relevancia cultural
Punto habitual de reunión para poetas e intelectuales salvadoreños como Roque Dalton, Manlio Argueta, Roberto Armijo, José Roberto Cea o Tirso Canales. Considerado un espacio de tertulias, debates literarios y políticos durante los años 60 y 70, reflejando el ambiente vibrante del centro histórico antes del conflicto armado. Roque Dalton, Manlio Argueta, Roberto Armijo, José Roberto Cea o Tirso Canales fueron algunos de los escritores que se reunian en el café.

## Cierre
El 20 de enero de 2018, el café fue cerrado indefinidamente sin previo aviso, anunciando el fin de una tradición de 56 años. Se atribuyó el cierre a una combinación de baja clientela, violencia en la zona y dificultades administrativas. 
El último día fue descrito como caótico; testigos relatan que se vivió en medio de un incidente violento cercano al local, lo que precipitó el cierre anticipado al público. Se permitió a los últimos clientes comprar productos como cortesía. Desde 2023 el local está ocupado por un negocio oriental.
A pesar de su cierre, su recuerdo permanece en la memoria de múltiples generaciones como símbolo del café tradicional capitalino y refugio de la intelectualidad. El café fue considerado uno de los últimos reductos del ambiente bohemio pre-gentrificación urbana en el centro de San Salvador. El poeta Mauricio Vallejo Márquez escribió una serie de crónicas en los meses bajo el nombre “Los habitantes eternos del Bellas Nápoles”. En agosto de 2018, el escritor Marvin Galeas publicó el libro "Bella Nápoles: el café de los poetas muertos... y otras historias cotidianas", una recopilación de 41 relatos, desde historias que ocurrieron en el café Bella Nápoles hasta algunas de la posguerra o recuerdos de la niñez.